# Гуртяк Юрій Олександрович
Ю́рій Олекса́ндрович Гуртя́к (нар. 3 серпня 1985, Містки, Сватівський район, Ворошиловградська область, УРСР — 11 липня 2016, Тарамчук, Мар'їнський район, Донецька область, Україна) — український військовослужбовець 24-го окремого штурмового батальйону «Айдар». Лицар ордена Богдана Хмельницького I ступеня (посмертно).

## Біографія
Народився 3 серпня 1985 року в селі Містки Сватівського району на Луганщині. Після закінчення середньої школи вступив на хімічний факультет Східноукраїнського національного університету імені Володимира Даля в Сєвєродонецьку. Під час навчання в університеті почав займатися муай-тай, у якому здобув вагомих досягнень, ставши чемпіоном світу.
У 2013—2014 роках Юрій брав участь у Євромайдані у Києві; під час проросійських виступів на Луганщині разом з іншими проукраїнськими активістами регіону брав участь у створенні місцевої «самооборони», що ставила на меті протистояти сепаратизму. Навесні 2014 року вступив до добровольчого батальйону «Айдар», у якому служив стрільцем, гранатометником, корегувальником та навідником БМП-1. Під час служби у зоні АТО брав участь у боях під Трьохізбенкою, під Щастям, у боях на «бахмутській трасі», поблизу села Кримське. З жовтня 2015 року, командуючи розвізводом, виконував бойові завдання в Мар'їнському районі Донецької області.
Загинув 11 липня 2016 року разом зі старшим солдатом Ярославом Комаровим під час виконання бойового завдання з мінування можливих шляхів просування бойовиків ДНР: обидва військовослужбовці підірвалися на протипіхотній міні МОН-50 поблизу села Тарамчук Мар'їнського району. У жовтні 2016 року в пам'ять про Юрія Гуртяка у корпусі хімічного факультету Східноукраїнського університету в Сєвєродонецьку відкрили меморіальну дошку на його честь.

## Нагороди
- Орден Богдана Хмельницького I ступеня (посмертно) «за особисту мужність, виявлену у захисті державного суверенітету та територіальної цілісності України»[1]
- Орден «За вірність присязі» (2015)[7]